# Pista trunca
Pista trunca är en ringmaskart som beskrevs av Patricia A. Hutchings 1977. Pista trunca ingår i släktet Pista och familjen Terebellidae. Inga underarter finns listade i Catalogue of Life.